# Family Guy
Family Guy (no Brasil, Uma Família da Pesada) é uma sitcom de animação norte-americana criada por Seth MacFarlane para a Fox Broadcasting Company em 1999. MacFarlane, além de ser o autor da série, contribui igualmente com as vozes de muitas das personagens.
A história da série gira em torno dos Griffins, uma família disfuncional que consiste nos pais Peter e Lois; os filhos Meg, Chris e Stewie; e o seu animal de estimação, o cão antropomórfico Brian. A série é ambientada na cidade fictícia de Quahog, Rhode Island, e a base de grande parte do seu humor vem de paródias da cultura pop americana.
A família foi concebida por MacFarlane após o desenvolvimento de dois filmes de animação, The Life of Larry e Larry & Steve. MacFarlane redesenhou o protagonista dos filmes, Larry e seu cachorro Steve, e rebatizou-os para Peter e Brian, respectivamente. MacFarlane lançou um piloto de quinze minutos para a Fox que foi transmitido em 20 de dezembro de 1998. Depois do episódio piloto do programa foi dada a luz verde e começou a produção da série. Pouco depois da terceira temporada de Family Guy ir ao ar em 2001, a Fox cancelou a série. No entanto, as favoráveis vendas do DVD e os altos índices de reprises convenceram a rede a renovar o programa em 2004.
Family Guy foi indicada para doze prêmios Emmy e onze Annie, ganhando três de cada um. Em 2009, foi indicada ao Emmy de melhor série de comédia, sendo a primeira vez que uma série de animação é indicada para essa categoria desde The Flintstones, em 1961. Family Guy também tem recebido críticas, incluindo comparações desfavoráveis devido as suas semelhanças com The Simpsons.

## Origem

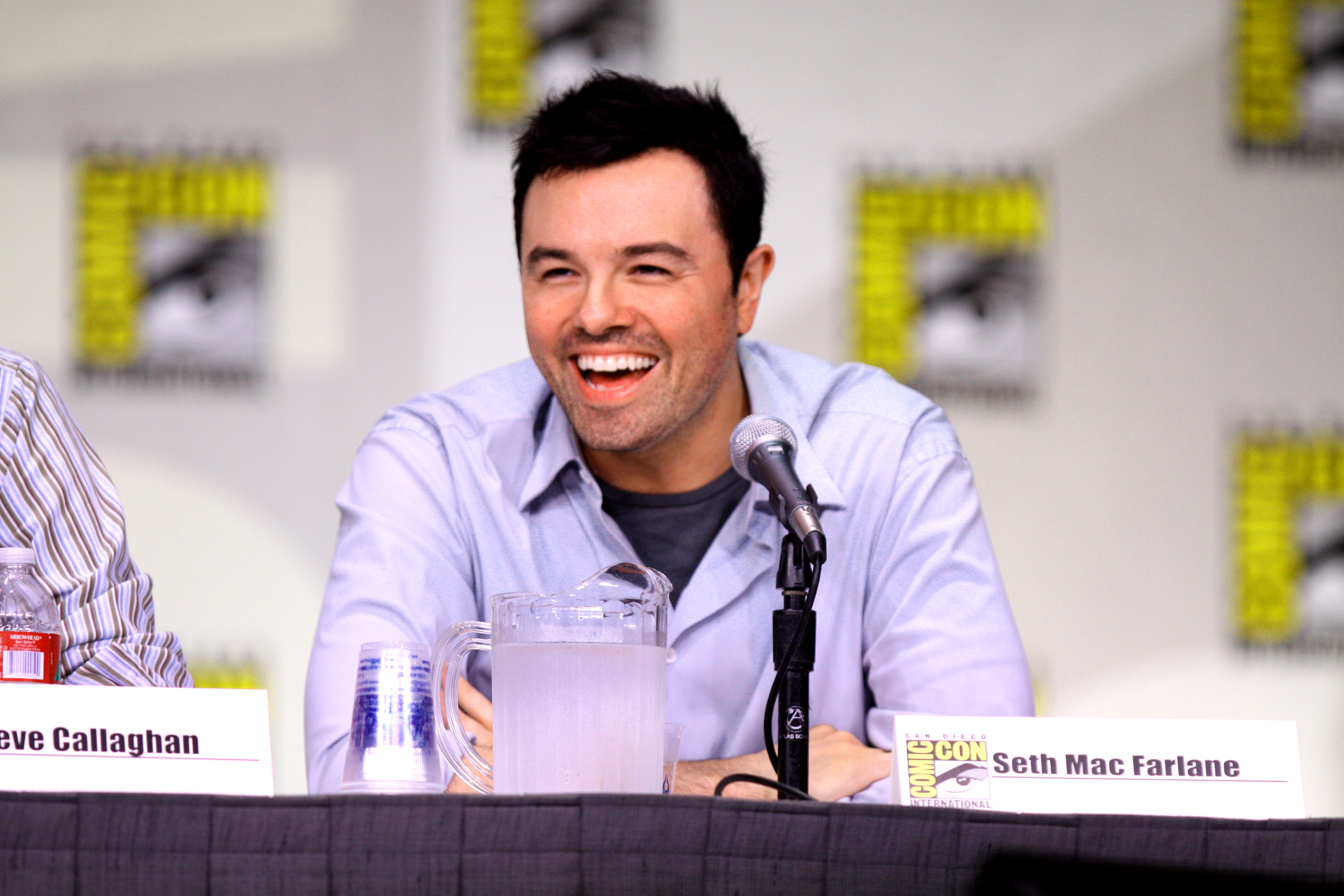
Seth MacFarlane, o criador da animação, durante a San Diego Comic-Con de 2011

Seth MacFarlane inicialmente concebeu Family Guy em 1995, enquanto estudava animação na Escola de Design de Rhode Island (RISD). Durante a faculdade, ele criou um curta-metragem para a sua tese intitulado The Life of Larry, que foi apresentado por seu professor da RISD à Hanna-Barbera, o que levou MacFarlane a ser contratado pela empresa. Em 1996, MacFarlane criou uma sequência de The Life of Larry intitulada Larry and Steve, que conta a história de um personagem de meia-idade chamado Larry e de seu cão intelectual, Steve; o curta foi transmitido em 1997, como um dos programas do What a Cartoon! Show, do Cartoon Network.
Os executivos da Fox viram os curtas de Larry e contrataram MacFarlane para criar uma série chamada Family Guy, baseada nesses personagens. A Fox propôs que MacFarlane concluísse um curta de quinze minutos e deu-lhe um orçamento de US$ 50 mil. Vários aspectos de Family Guy foram inspirados nos curtas de Larry.

Larry (à esquerda) e Steve (à direita), como eles apareceram em Larry & Steve (1997), um curta de animação dirigido por Seth MacFarlane. Larry e Steve seriam a base para os personagens de Family Guy Peter e Brian, respectivamente.

Enquanto trabalhava na série, os personagens Larry e seu cachorro Steve lentamente evoluíram para Peter e Brian. MacFarlane disse que a principal diferença entre The Life of Larry e Family Guy era que "The Life of Larry foi apresentado, principalmente, no meu quarto, enquanto Family Guy foi exibida após o Super Bowl". Após o piloto ter ido ao ar, foi dada luz verde à série. MacFarlane usou como inspiração vários seriados, como The Simpsons e The Family Stone. As ambientações foram retiradas de vários desenhos animados que eram transmitidos aos sábados de manhã nos anos 1980 e que MacFarlane via quando era criança, tal como The Fonz and the Happy Days Gang e Rubik, the Amazing Cube.
A família Griffin apareceu pela primeira vez na demo que MacFarlane apresentou para a Fox em 15 de maio de 1998. Family Guy foi originalmente planejado para começar como pequenos curtas que seriam apresentados no programa MADtv, mas o plano mudou porque o orçamento de MADtv não era grande o suficiente para apoiar a produção da animação. MacFarlane então percebeu que essa seria a oportunidade para criar uma série de animação voltada para o horário nobre do canal. Family Guy foi apresentada originalmente para a Fox no mesmo ano da série King of the Hill, mas o programa não foi comprado pela emissora até anos depois, quando King of the Hill tornou-se um produto bem sucedido. A Fox encomendou treze episódios de Family Guy para serem lançados no meio da temporada, após MacFarlane impressionar os executivos da emissora com uma demo de sete minutos.

## Produção

### Produtores executivos
O criador da série, Seth MacFarlane, atuou como produtor executivo durante toda a história do programa e atua também como consultor criativo. Os primeiros produtores executivos que trabalharam na série foram David Zuckerman, Lolee Aries, David Pritchard e Mike Wolf. Family Guy já teve muitos produtores executivos ao longo de sua história, incluindo Daniel Palladino, Kara Vallow e Danny Smith. David A. Goodman se juntou ao programa como co-produtor executivo na terceira temporada e acabou se tornando produtor executivo. Alex Borstein, a voz de Lois, também trabalhou tanto como supervisora quanto como produtora executiva na quarta e na quinta temporada.

### Roteiro

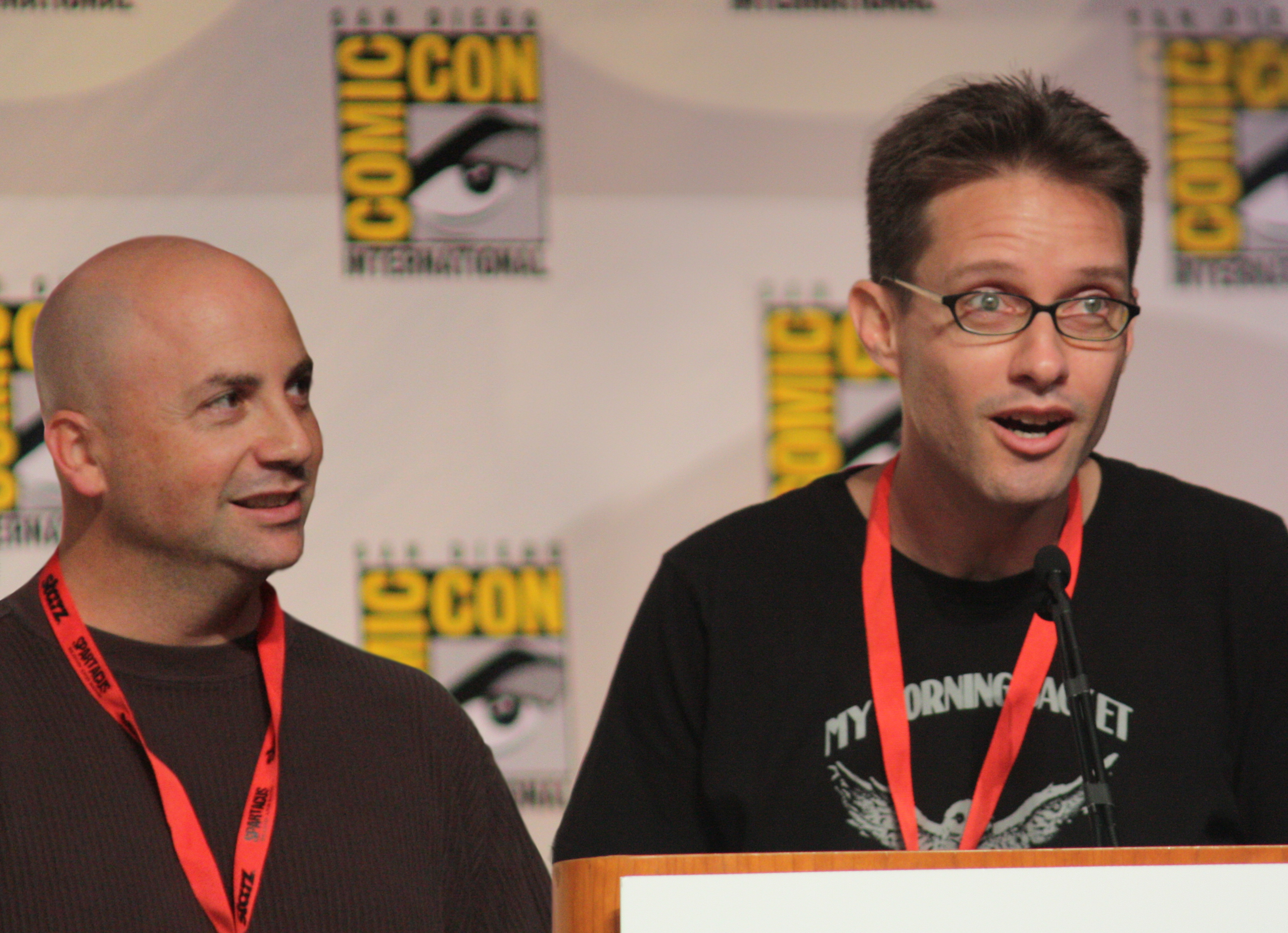
Matt Weitzman (à esquerda), escritor e ex-funcionário, e Mike Barker, ex-produtor e roteirista da série. Ambos, mais tarde, criaram American Dad! ao lado de Seth MacFarlane.

A primeira equipe de redatores reunidos para a animação era constituída por Chris Sheridan, Danny Smith, Gary Janetti, Ricky Blitt, Neil Goldman, Garrett Donovan, Matt Weitzman e Mike Barker. O processo de escrita dos episódios de Family Guy geralmente começa com 14 escritores que se revezam escrevendo os roteiros; quando um roteiro é concluído, ele é enviado para o resto dos escritores ler. Seth explicou que, normalmente, leva cerca 10 meses para produzir um episódio porque o programa utiliza animação desenhada à mão. Family Guy raramente faz comentários sobre eventos atuais por esta razão. Os escritores iniciais da animação nunca tinham escrito para um programa desse tipo, sendo que a maioria deles veio de sitcoms ao vivo.
MacFarlane já afirmou que é fã dos programas de rádio das décadas de 1930 e 1940, especialmente os de suspense, o que o levou a dar títulos ameaçadores aos  primeiros episódios da série, como "Death Has a Shadow" e "Mind Over Murder". Seth explicou que a equipe derrubou essa convenção da nomenclatura depois que episódios específicos tornaram-se difíceis de identificar e a novidade ter acabado. Nos primeiros meses de produção, os escritores compartilhavam um escritório, emprestado a eles pela equipe de produção de King of the Hill.
Autor de quatorze episódios, Steve Callaghan é o escritor mais prolífico na equipe de Family Guy. Muitos dos escritores que deixaram o show passaram a criar ou produzir outras séries de sucesso. Neil Goldman e Garrett Donovan coescreveram treze episódios para Scrubs, da NBC, durante sua carreira de oito anos no programa, além de também trabalharem como coprodutores, o que os levou a trilhar seu caminho até produtores executivos. Mike Barker e Matt Weitzman mais tarde criaram American Dad!, juntamente com MacFarlane.
Durante a greve dos roteiristas americanos em 2008, a produção oficial do programa foi interrompida por vários meses a partir de dezembro de 2007. A Fox continuou produzindo episódios sem a aprovação final de Seth. Embora MacFarlane tenha se recusado a trabalhar na série, seu contrato com a Fox o obrigou a contribuir com todos os episódios que seriam posteriormente produzidos. A produção foi oficialmente retomada após o fim da greve e a regularidade dos episódios recomeçou em 17 de fevereiro de 2008.

### Estreia e cancelamentos
Family Guy estreou oficialmente depois da transmissão do Super Bowl XXXIII na Fox, em 31 de janeiro de 1999, com o episódio "Death Has a Shadow". O programa estreou com 22 milhões de espectadores e imediatamente gerou polêmica quanto ao seu conteúdo adulto. A série retornou ao ar em 11 de abril de 1999, com o episódio "I Never Met the Dead Man". Family Guy recebeu avaliações positivas no horário da 20:30 da Fox, no domingo, entre a apresentação de The Simpsons e The X-Files. No final de sua primeira temporada, a animação foi classificada como o 33º programa nas avaliações do Nielsen Ratings, com 12,8 milhões famílias sintonizadas na sua apresentação. A segunda temporada da série foi lançada em um horário novo, quinta-feira, às 21 horas, em 23 de setembro de 1999. Family Guy foi confrontado com Frasier, da NBC, e a audiência da série diminuiu drasticamente. Family Guy então foi removida do calendário permanente da Fox e começou a ter seus episódios exibidos irregularmente. A animação retornou em 7 de março de 2000, às 20:30, todas às terças-feiras, mas foi constantemente superada na audiência pelo game show americano Quem Quer Ser um Milionário?, chegando ao 114º lugar nas avaliações de Nielsen, com 6,320 milhões de domicílios assistindo ao programa. A Fox anunciou que a série tinha sido cancelada em 2000, no final da sua segunda temporada. No entanto, após uma suspensão de última hora, a Fox anunciou em 24 de julho de 2000 a sua intenção de encomendar treze episódios adicionais de Family Guy para formar uma terceira temporada.
A animação retornou a ser transmitida em 8 de novembro de 2001, mais uma vez em um horário complicado: às noites de quinta, às 20:00. Esse horário trouxe concorrência com Survivor e Friends. (Esta situação foi posteriormente comentada no filme Stewie Griffin: The Untold Story). Durante as segunda e terceira temporadas, a Fox mudou a série para diferentes dias e horários com pouco ou nenhum aviso e, consequentemente, a classificação de audiência do programa foi atingida. Após a inauguração da programação anual da Fox em 15 de maio desse mesmo ano, Family Guy estava ausente da grade. A Fox anunciou que a série tinha sido cancelada oficialmente pouco depois disso.

### Sucessoculte relançamento
Depois do cancelamento oficial, a Fox tentou vender os direitos das reprises da série, mas foi difícil encontrar redes interessadas; o Cartoon Network finalmente comprou os direitos da animação "[...] basicamente de graça", de acordo com o presidente da 20th Century Fox Television. Family Guy estreou em reprises no Adult Swim em 20 de abril de 2003 e tornou-se imediatamente o principal programa do bloco, dominando a audiência no final da noite e aumentando-a em 239%. As primeira e segunda temporadas completas foram lançadas em DVD na mesma semana de estreia da série no Adult Swim e o programa se tornou um fenômeno cult, vendendo 400 000 cópias em um mês. As vendas do DVD alcançaram 2,2 milhões de cópias, tornando-se o programa de televisão mais vendido em DVD de 2003 e o segundo mais vendido da história, atrás apenas da primeira temporada do Chappelle's Show, da Comedy Central. O lançamento da terceira temporada em DVD também vendeu mais de um milhão de cópias. A popularidade da série nas vendas em DVD e na apresentação das reprises reacendeu o interesse da Fox e, em 20 de maio de 2004, a emissora encomendou 35 novos episódios de Family Guy, marcando o primeiro relançamento de um programa de televisão por causa das suas vendas em DVD.
"North by North Quahog", que estreou em 1 maio de 2005, foi o primeiro episódio a ser transmitido após o cancelamento do programa. Ele foi escrito por MacFarlane e dirigido por Peter Shin. MacFarlane acredita que o hiato de três anos do programa foi benéfico porque séries animadas normalmente não têm hiatos e rumam para o fim de suas temporadas, "[...] você vai ver muito mais piadas de sexo de uma equipe cansada, cujos cérebros foram fritos." Com "North by North Quahog", a equipe de roteiristas tentou manter o programa "[...] exatamente como ele era" antes de seu cancelamento e "nenhum de nós tinha qualquer desejo de fazer com que pareça qualquer trapaça." O episódio de relançamento foi assistido por 11,85 milhões de telespectadores, a maior audiência da série desde a exibição do último episódio da temporada inicial, "Brian: Portrait of a Dog".

### Processos judiciais
Em março de 2007, a comediante Carol Burnett entrou com um processo de US$ 6 milhões contra a 20th Century Fox, alegando que sua personagem diarista havia sido retratada na série sem a sua permissão. Ela afirmou que isso era uma violação de marca e que a Fox violou os seus direitos de publicidade. Em 4 de junho de 2007, o juiz americano Dean D. Pregerson rejeitou a ação, afirmando que a paródia estava protegida sob Primeira Emenda, citando o processo Revista Hustler vs Falwell como um precedente.
Em 3 de outubro de 2007, a Bourne Co. Music Publishers entrou com um processo contra Family Guy acusando o programa de violar seus direitos autorais sobre a canção "When You Wish upon a Star", através de uma versão parodiada intitulada "I Need a Jew" que aparece no episódio "When You Wish Upon a Weinstein". A Bourne Co., o único proprietário dos direitos autorais da música nos Estados Unidos, alegou que a paródia era uma cópia "velada" de sua música e com letras antissemitas. Os citados nessa ação foram MacFarlane, a 20th Century Fox Film Corp, a Fox Broadcasting Co., o Cartoon Network e Walter Murphy; o processo tentou parar a distribuição do programa e pediu uma indenização não especificada. A Bourne argumentou que "I Need a Jew" usa a melodia protegida por direitos autorais de "When You Wish upon a Star", sem comentar sobre a música, e que não era, portanto, uma paródia protegida pela Primeira Emenda, através da decisão em Campbell vs Acuff-Rose Music, Inc. Em 16 de março de 2009, a juíza distrital dos Estados Unidos, Deborah Batts, decidiu que Family Guy não infringiu os direitos autorais da Bourne, quando transformou a música para uso em um episódio cômico.
Em dezembro de 2007, Family Guy foi novamente acusado de violação de direitos autorais quando o ator Art Metrano entrou com uma ação sobre uma cena no filme "Stewie Griffin: The Untold Story", em que Jesus faz o principal ato "mágico" de Metrano, que envolve absurdos gestos mágicos "faux", enquanto cantarolava a melodia "Fine and Dandy". MacFarlane, a 20th Century Fox, Steve Callaghan e Alex Borstein foram todos citados na ação. Em julho de 2009, um juiz de um Tribunal Distrital Federal rejeitou o pedido da Fox para negar o processo, dizendo que os três primeiros fatores de uso justo, que envolvem o "propósito e caráter do uso", a "natureza da obra violada", e a "quantidade e substancialidade da tomada", contaram a favor Metrano, enquanto o quarto fator, o "impacto econômico", precisava aguardar mais evidências. Ao negar a recusa, o tribunal considerou que a referência na cena fez referência a Jesus e seus seguidores e não a Metrano ou seu ato.

### Elenco

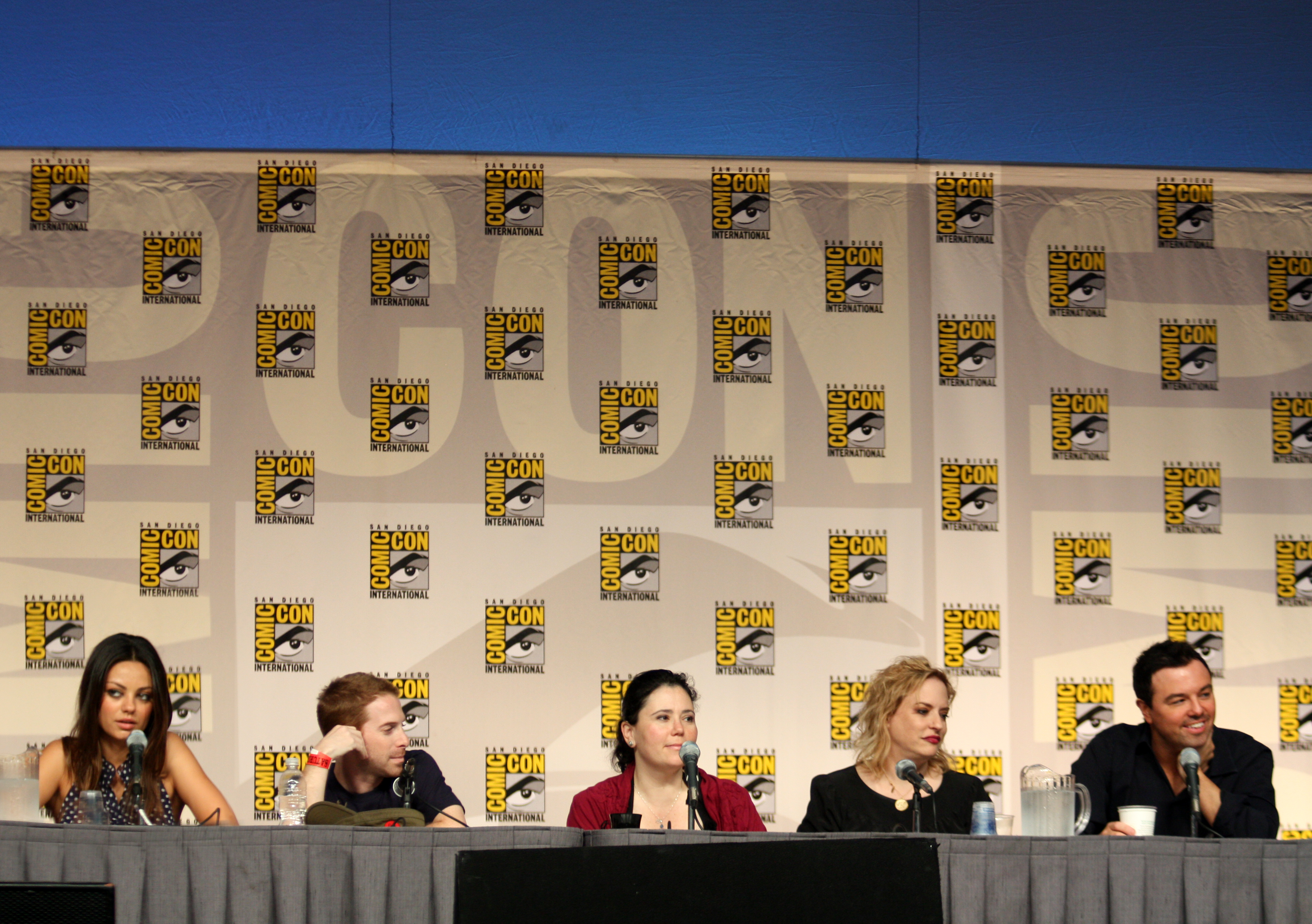
Elenco de dubladores de Family Guy reunido na Comic-Con de 2009, em San Diego, Califórnia.

Seth MacFarlane dubla quatro dos principais personagens da série: Peter Griffin, Brian Griffin, Stewie Griffin e Glen Quagmire. MacFarlane escolheu por si mesmo a voz desses personagens, acreditando que seria mais fácil retratar as vozes que ele já havia imaginado do que para outra pessoa tentar dublar os personagens. A inspiração de MacFarlane para a voz de Peter veio um segurança que ouviu falar, enquanto frequentava a Rhode Island School of Design. A voz de Stewie foi baseada na voz do ator britânico Rex Harrison, em especial em desempenho no drama musical de 1964, My Fair Lady. MacFarlane usa sua voz normal quando dubla Brian e também fornece as vozes de vários outros personagens recorrentes, sendo os mais proeminentes o vizinho dos Griffins Glenn Quagmire, o âncora Tom Tucker, e o pai de Lois, Carter Pewterschmidt. Alex Borstein dubla Lois Griffin, a correspondente asiática Tricia Takanawa, Loretta Brown e a mãe de Lois, Barbara Pewterschmidt. Borstein foi convidada a dublar para o episódio piloto da série, enquanto ela estava trabalhando na MADtv. Ela não conhecia MacFarlane ou tinha visto qualquer um dos seus trabalhos e disse que estava "realmente perdida". Na época, Borstein realizava um espetáculo em Los Angeles, no qual ela interpretou uma mãe ruiva, cuja voz tinha base em um de seus primos. Seth Green dubla os personagens Chris Griffin e Neil Goldman. Green afirmou que fez uma imitação de "Buffalo Bill", personagem do filme de suspense The Silence of the Lambs, durante a sua audição. Mila Kunis e Lacey Chabert dublam Meg Griffin. Chabert deixou a série por causa dos conflitos de tempo com o seu papel em Party of Five e trabalhos escolares. Kunis fez o teste para o papel e depois foi chamada de volta por MacFarlane, que a instruiu a falar mais devagar, e então disse-lhe para voltar outra hora e articular mais. Quando ela disse que tinha tudo sob controle, MacFarlane a contratou. Mike Henry dubla Cleveland Brown e Herbert, assim como alguns personagens secundários recorrentes, como o artista performático Bruce. Henry estudou com MacFarlane na Rhode Island School of Design e manteve contato com ele depois que se formou. Alguns anos mais tarde, MacFarlane entrou em contato com ele sobre fazer parte da série, ele concordou e entrou em campo como roteirista e dublador. Durante as quatro primeiras temporadas, ele foi creditado como um ator convidado, mas no espisódio "Prick Up Your Ears" da quinta temporada ele começou a ser creditado como membro do elenco principal.
| Elenco principal                                                                                       | Elenco principal                                                              | Elenco principal                                                       | Elenco principal                                         | Elenco principal | Elenco principal                               |
| --- | ----------------------------------------------------------------------------- | ---------------------------------------------------------------------- | -------------------------------------------------------- | --- | ---------------------------------------------- |
| A man with black hair and a black shirt, leaning forward, smiling into a microphone.                   | A woman with black hair, tied back, smiling, and sitting behind a microphone. | A man with red hair, smiling slightly and sitting behind a microphone. | A woman with long brown hair, smiling into a microphone. | A man with closely shaven hair, and slight stubble, looking to the side slightly with his eyes, behind a microphone. | A man wearing a hat, smiling into a microphone |
| Seth MacFarlane                                                                                        | Alex Borstein                                                                 | Seth Green                                                             | Mila Kunis                                               | Mike Henry | Patrick Warburton                              |
| Peter Griffin, Stewie Griffin, Brian Griffin, Glenn Quagmire, Tom Tucker, Carter Pewterschmidt, outros | Lois Griffin, Loretta Brown, Barbara Pewterschmidt, Tricia Takanawa e outros  | Chris Griffin, Neil Goldman e outros                                   | Meg Griffin                                              | Cleveland Brown, Herbert, Bruce e outros                                                                             | Joe Swanson                                    |

## Personagens

A família Griffin. Atrás: Lois, Peter, Meg, Chris, frente: Brian e Stewie.

A animação gira em torno das aventuras da família de Peter Griffin, um trapalhão, mas bem-intencionado trabalhador. Peter é um americano descendente de irlandeses e católico, com um proeminente sotaque da região de Boston, Massachusetts. Sua esposa Lois é uma dona-de-casa e professora de piano, e tem um distinto sotaque da Nova Inglaterra, por ser membro da rica família Pewterschmidt. Peter e Lois têm três filhos: Meg, sua filha adolescente que é frequentemente alvo de piadas devido à sua rusticidade e falta de popularidade; Chris, seu filho adolescente, que está acima do peso, é pouco inteligente e, em muitos aspectos, é uma versão mais nova de seu pai; e Stewie, o seu filho bebê diabólico de orientação sexual ambígua, que tem trejeitos de adulto e fala fluentemente com sotaque britânico e frases de arquivilão estereotipadas. Brian, o cão da família, um ser antropomórfico, bebe e fuma excessivamente. Com o passar dos episódios, ele e Stewie foram caindo na graça do público, e por isso, hoje em dia, aparacem tanto quanto Peter, o verdadeiro protagonista.
Muitos personagens recorrentes aparecem ao lado da família Griffin. Estes incluem os vizinhos da família: o maníaco por sexo e piloto de avião Glenn Quagmire, o leve e educado proprietário de lanchonete Cleveland Brown (a partir da nona temporada saiu da série para estrear a animação The Cleveland Show) e sua esposa (ex-esposa a partir da quarta temporada) Loretta Brown com seu filho hiperativo, Cleveland Jr; o paraplégico policial Joe Swanson, sua esposa Bonnie, seu filho Kevin  e sua filha Susie (Bonnie estava grávida de Susie, desde o início da série até o episódio 7 da oitava temporada); o paranóico farmacêutico judaico Mort Goldman, sua esposa Muriel e seu filho nerd e chato Neil; e o idoso pedófilo Herbert. Os âncoras da TV Tom Tucker e Diane Simmons, a repórter asiática Tricia Takanawa e o meteorologista Ollie Williams também fazem aparições frequentes. O prefeito de Quahog, Adam West (dublado pelo próprio), também aparece regularmente.

## Características principais

### EpisódiosRoad to...

Trecho do episódio "Road to Rhode Island"

Os episódios "Road to..." (em português:  Estrada para... - tradução livre) são uma série de importantes episódios onde os personagens realizam viagens. Eles são uma paródia da série de filmes de comédia "Road to...", estrelada por Bing Crosby, Bob Hope e Dorothy Lamour, que foi lançada entre os anos de 1940 e 1962. Estes episódios geralmente envolvem os personagens Stewie e Brian em alguma localização estrangeira, sobrenatural ou relacionada à ficção científica e que, portanto, difere da localização normal da animação, a cidade de Quahog. O primeiro episódio do tipo, intitulado "Road to Rhode Island", foi ao ar em 30 de maio de 2000, durante a segunda temporada. Os episódios são conhecidos pelos elaborados números musicais, semelhantes aos filmes da série  "Road". Esses episódios contêm diversas características marcantes, como uma versão especial da abertura do programa, músicas e números musicais personalizados e paródias de filmes de ficção científica e fantasia.
A ideia original dos episódios "Road to" veio do próprio MacFarlane, que é fã dos filmes de Crosby, Hope e Lamour. O primeiro episódio foi dirigido por Dan Povenmire, que dirigiu a série "Road to" até o episódio "Road to Rupert", época em que ele deixou o programa para criar Phineas and Ferb. Greg Colton então assumiu cargo de Povenmire como diretor dos episódios "Road to".

### Ambientação
|                                             |  |                               |
| Panorama urbano de Providence, Rhode Island |  | Vista da cidade em Family Guy |

O principal cenário de Family Guy é Quahog (/ koʊhɒɡ /), uma cidade fictícia localizada no estado americano de Rhode Island. MacFarlane residia em Providence durante sua época de estudante na Escola de Design de Rhode Island e o programa apresenta vários dos principais marcos de Rhode Island semelhantes aos locais do mundo real. MacFarlane muitas vezes pega emprestado os nomes de locais e ícones de Rhode Island, tais como Pawtucket e e o ex-prefeito de Providence, Buddy Cianci, para usar na série. Seth, em uma entrevista ao WNAC Fox 64 News local, afirmou que Quahog é inspirada na cidade de Cranston, Rhode Island.

### Humor
Family Guy usa a técnica de cutaway do cinema, que consiste em cortes com pequenos flashbacks ao longo da história e que ocorre na maioria dos episódios da série. A ênfase desses cortes é muitas vezes colocada em referência a acontecimentos atuais e/ou modernos ícones culturais. A animação usa bordões durante seus episódios e a maioria dos personagens principais e secundários têm um. Expressões notáveis incluem "Giggity giggity goo" de Quagmire, "Freakin' sweet" de Peter e "Bring it on!" de Joe.
Os primeiros episódios basearam muito do seu humor nas excentricidades de supervilão de Stewie, como seus planos constantes para a dominação total do mundo, seus experimentos malignos, planos e invenções para se livrar de coisas que ele não gosta e suas tentativas constantes de matricídio. Como a série progrediu, os escritores e MacFarlane concordaram que a personalidade e as piadas de Stewie estavam começando a se desgastar e assim começaram a escrever-lhe uma personalidade diferente. Family Guy muitas vezes usa de um humor autorreferencial. A forma mais comum são piadas sobre a própria Fox Company e ocasiões em que os personagens quebram a quarta parede, abordando o público. Por exemplo, em "North by North Quahog", o primeiro episódio que foi ao ar após o relançamento da série, tinha uma cena em que Peter dizia à família que eles foram cancelados porque a Fox teve que abrir espaço em sua agenda para programas como Dark Angel, Titus, Undeclared, Action, That '80s Show, Wonderfalls, Fastlane, Andy Richter Controls the Universe, Skin, Girls Club, Cracking Up, The Pitts, Firefly, Get Real, Freakylinks, Wanda at Large, Costello, The Lone Gunmen, A Minute with Stan Hooper, Normal, Ohio, Pasadena, Harsh Realm, Keen Eddie, The $treet, The American Embassy, Cedric the Entertainer Presents, The Tick, Luis e Greg the Bunny. Lois então pergunta se há alguma esperança, quando Peter responde que, se todos esses programas fossem cancelados, eles poderiam ter uma chance. Todos os programas foram de fato cancelados durante a pausa de Family Guy.

## Recepção e legado

### Sucesso
Family Guy recebeu muitas opiniões positivas dos críticos. Catherine Seipp, da National Review Online, descreveu a série como um "desagradável, mas extremamente engraçado cartoon". Caryn James, do The New York Times, disse que é um programa com uma "família escandalosamente satírica" e "inclui muitas possibilidades cômicas e paródias." Nancy Franklin, do The New Yorker, disse que Family Guy está se tornando uma das melhores séries animadas atuais, comentando sobre a sua linguagem irreverente e popularidade, chegando a dizer que a série é melhor que Os Simpsons, em termos de qualidade. A animação também se tornou um hit no site Hulu, tornando-se o segundo programa mais visto depois de Saturday Night Live. O portal IGN disse que Family Guy é um grande programa e também comentou que a série ficou melhor desde o seu renascimento. Eles também afirmaram que não conseguem imaginar outra sitcom de meia hora que dispõe de tantas risadas como Family Guy. A Empire elogiou a série e seus roteiristas por serem capazes de criar verdadeiros momentos hilariantes com um material improvável. Eles também comentaram que um dos motivos para amarem o programa é porque nada é sagrado e piadas e sátiras podem ser feitas sobre quase todos os assuntos. Family Guy também se provou popular no Reino Unido ao obter entre 700.000 e 1 milhão de espectadores na BBC Three.
Muitas celebridades têm admitido que são fãs da série. Emily Blunt, que afirmou que Family Guy é a sua série favorita e manifestou interesse em se tornar uma estrela convidada do programa. Robert Downey Jr. perguntou se poderia produzir ou ajudar na criação de um episódio, já que seu filho é fã da série, então os produtores criaram o personagem de Downey. Lauren Conrad afirmou assistir Family Guy há anos e considerar Stewie o seu personagem favorito. Comentando a sua aparição no episódio "Big Man on Hippocampus" (8ª temporada, 2010), o ator Dwayne Johnson declarou que ele é um "grande fã" de Family Guy, tendo se tornado amigo de MacFarlane depois que ele fez uma pequena participação no filme Tooth Fairy, de 2010.

### Prêmios
Family Guy e seu elenco foram indicados para treze Emmy Awards, com quatro vitórias. MacFarlane ganhou o prêmio Outstanding Voice-Over Performance por seu desempenho como Stewie, Murphy e MacFarlane ganharam o prêmio de canção e letra de destaque pela canção "You Got a Lot to See" apresentada no episódio "Brian Wallows and Peter's Swallows", Steven Fonti ganhou o prêmio de feito individual de destaque em animação por seu trabalho no episódio "No Chris Left Behind" e Greg Colton ganhou o prêmio de feito individual de destaque em animação por seu trabalho no episódio "Road to the Multiverse". A série foi indicada para onze Annies e ganhou três vezes, duas em 2006 e uma vez em 2008. Em 2009, a série foi indicada para o Emmy de melhor série de comédia, tornando-se o primeiro programa de animação a ser indicado nesta categoria desde Os Flintstones, em 1961, embora Os Simpsons tenha quase sido indicado no ano de 1993, o que não aconteceu porque os eleitores do Emmy estavam hesitantes em votar em animações ao invés de programas ao vivo. Family Guy também foi indicado e ganhou vários prêmios de diferentes cerimônias de premiação, incluindo o Teen Choice e o People's Choice. Na edição de número 1000 da Entertainment Weekly, Brian Griffin foi selecionado como o cão para "a família perfeita da TV". A revista Wizard classificou Stewie como o 95º maior vilão de todos os tempos. O jornal britânico The Times classificou Family Guy como o 45º melhor programa americano em 2009. Family Guy apareceu em duas das lista do portal IGN: foi classificada na sétima posição entre as 100 melhores séries animadas e na sexta posição nas 25 melhores séries animadas de todos os tempos.  A Empire nomeou a série como o 12º melhor programa de TV de todos os tempos. Além disso, os telespectadores do canal de televisão britânico Channel 4 votaram e deixaram Family Guy na 5ª posição da lista de 100 maiores desenhos animados, feita em 2005. Brian foi premiado com o prêmio Stoner de 2009 da revista americana High Times, marcando a primeira vez que um personagem animado recebeu a honra.

### Críticas e controvérsias
Family Guy recebeu tratamento negativo de alguns críticos. Um dos primeiros a dar opiniões negativas sobre o programa foi Ken Tucker da Entertainment Weekly, ele disse que a animação é "como Os Simpsons concebido por uma mente singularmente juvenil que carece de qualquer ponto de referência que não seja outros programas de TV." O Parents Television Council, uma organização sem fins lucrativos conservadora, atacou a série desde o seu início e marcou vários episódios para "mostrar o pior da TV na semana". Em maio de 2000, o CPT lançou uma campanha de cartas para a rede Fox, em um esforço para convencer a rede a cancelar a série. O CPT tem colocado o programa em suas listas anuais de "piores programas do horário nobre a família assistir", em 2000, 2005 e 2006. A Comissão Federal de Comunicações recebeu várias petições solicitando que a animação fosse bloqueada da radiodifusão por motivos de "indecência". Tucker e o CPT têm acusado do programa de retratar a religião de forma negativa e de ser racista. Por causa do CPT, alguns anunciantes cancelaram seus contratos depois de analisar o conteúdo dos episódios, alegando que eles eram inadequados. Os críticos têm comparado o humor e os personagens da série com aqueles presentes em Os Simpsons.
Vários episódios da série têm gerado controvérsia. Em "The Son Also Draws" (primeira temporada, 1999), Peter brinca dizendo que o "Canadá é um lixo", o que gerou polêmica entre os espectadores canadenses. No episódio "420" (sétima temporada, 2009), Brian decide começar uma campanha para legalizar a maconha em Quahog; o governo venezuelano reagiu negativamente ao episódio e Family Guy foi proibida de ser transmitida nas redes locais do país. O ministro da Justiça venezuelano Tareck El Aissami, citando a promoção do uso de maconha, afirmou que todas as redes a cabo que não parassem de transmitir a série iria ser multada; O governo do país mostrou um clipe que mostrava Brian e Stewie cantando os louvores de maconha como uma demonstração de como os Estados Unidos apoiam o uso de cannabis. Em "Extra Large Medium" (oitava temporada, 2010), uma personagem chamada Ellen (que tem síndrome de Down) afirma que a mãe dela é a ex-governadora do Alasca, o que indica que ela está falando de Sarah Palin, a única mulher a ter conseguido alcançar o cargo de governador do estado. Sarah Palin, a mãe de uma criança com necessidades especiais, criticou o episódio em uma aparição no The O'Reilly Factor, chamando aqueles que fizeram o programa de "pessoas cruéis e frias de coração".

## Exibição
| País           | Rede(s) de TV                                 | Data da estreia                               | Fonte                       |
| -------------- | --------------------------------------------- | --------------------------------------------- | --------------------------- |
| Brasil         | Record FX Brasil Rede Globo Rede Bandeirantes | 19 de agosto de 2000 2009 11 de março de 2017 | [ 1 ] [ 2 ] [ 137 ] [ 138 ] |
| Estados Unidos | Fox Adult Swim Broadcast syndication          | 31 de janeiro de 1999                         | [ 139 ]                     |
| Portugal       | FOX Portugal FX Portugal Star Comedy          | 2005                                          |                             |

## Outras mídias

### Quadrinhos
Uma história em quadrinhos baseada no universo de Family Guy está sendo produzida. Publicada pela Titan Comics, ela é editada por Steve White e ilustrada por Anthony Williams e S. L. Gallant. A escrita e as ilustrações são supervisionadas por produtores do programa. Os quadrinhos serão compostos por uma história principal, uma história curta e uma tirinha. A primeira história em quadrinhos foi lançada em 27 de julho de 2011.

### Apresentações ao vivo
Como publicidade para a série e, como Newman descreveu, "[para] expandir o interesse no programa além dos seus obstinados fãs", a Fox organizou quatro espetáculos Family Guy Live!, que contou com membros do elenco lendo em voz alta episódios antigos. O elenco também apresentou números musicais no álbum de comédia Family Guy: Live in Vegas. Os espetáculos eram uma extensão do desempenho do elenco durante o Festival de Comédia de Montreal em 2004. As apresentações The Family Guy Live!, que aconteceram em Los Angeles e Nova York, foram assistidos por cerca de 1 200 pessoas cada.
Em 2007, durante a 59º Edição Anual dos Prêmios Primetime Emmy, MacFarlane apresentou (através de Stewie e Brian inseridos digitalmente) um número na cerimônia de abertura. Ele interpretou uma canção insultando a televisão moderna. A música ataca programas de TV como Two and a Half Men, Desperate Housewives e Scrubs, além da cena final de The Sopranos. Em 2009, um show especial televisivo intitulado  Family Guy Presents Seth & Alex's Almost Live Comedy Show, na qual a voz dos atores Alex Borstein e MacFarlane cantaram músicas, assim como uma paródia de "Poker Face", de Lady Gaga, na voz de Marlee Matlin, que apareceu no palco como convidada durante a apresentação.

### Filme
Em 22 de julho de 2007, em uma entrevista ao The Hollywood Reporter, MacFarlane anunciou que poderia começar a trabalhar em um filme, apesar de ser "nada oficial". Em uma entrevista à TV Week, na edição de 18 de julho de 2008, MacFarlane confirmou seus planos de produzir uma versão cinematográfica Family Guy em algum momento "no próximo ano". Seth teve uma ideia para a história, "algo que você não poderia fazer no programa, que é a única razão para fazer um filme". Mais tarde, ele passou a dizer que ele imagina que o filme seja "um musical à moda antiga com diálogos", semelhante à Noviça Rebelde, dizendo que ele "estava realmente tentando capturar, musicalmente, esse sentimento". Em 13 de outubro de 2011, Seth MacFarlane confirmou que um acordo para um filme de Family Guy tinha sido feito e que seria escrito por ele e pelo co-produtor da série, Ricky Blitt.

### Spin-off

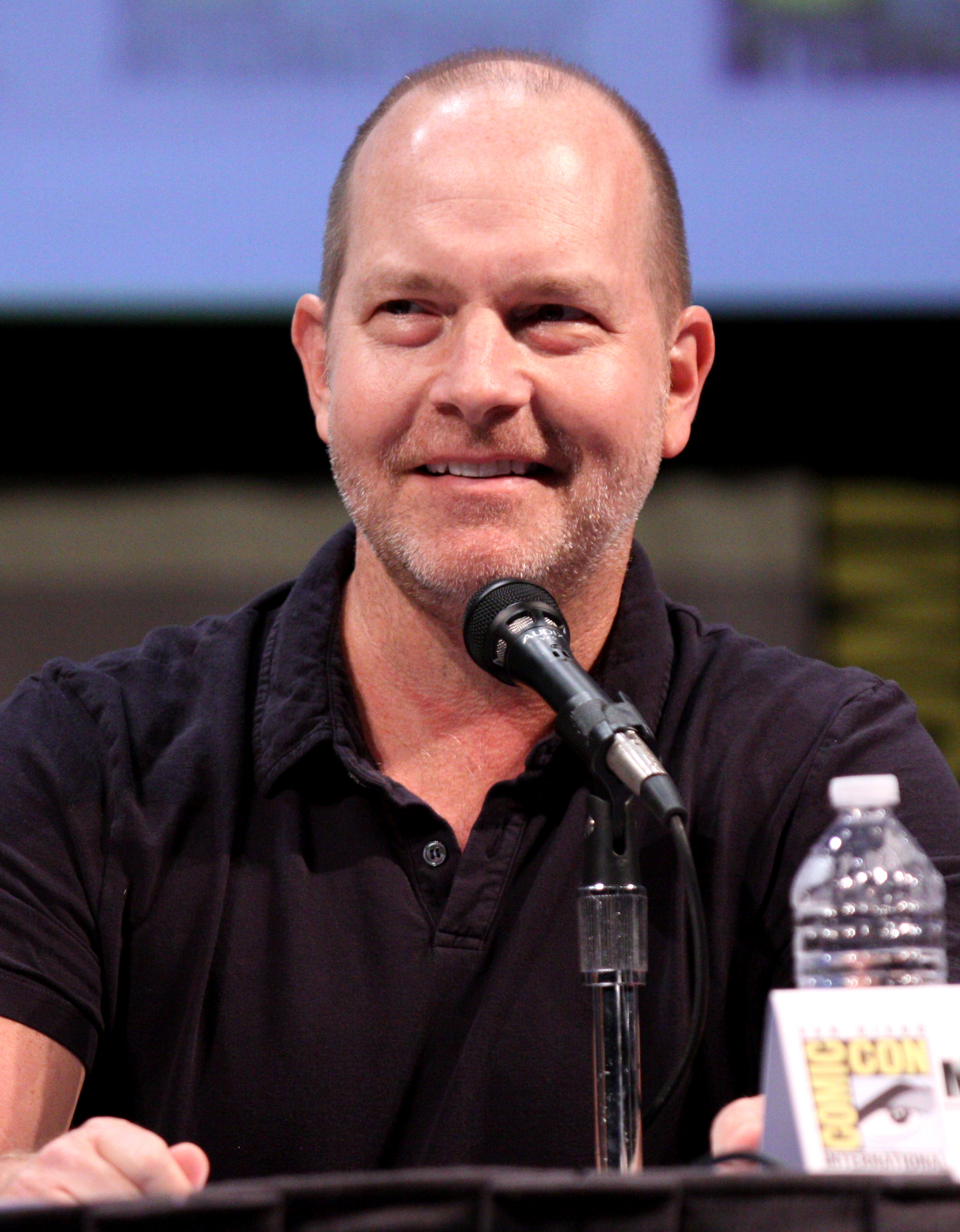
Mike Henry, co-criador e dublador de The Cleveland Show.

MacFarlane co-criou, ao lado de Mike Henry e Richard Appel, o programa The Cleveland Show, um spin-off de Family Guy que estreou 27 de setembro de 2009. Eles começaram a discutir o projeto em 2007. Appel e Henry são os produtores executivos e os showrunners do programa, manipulando as operações de dia-a-dia, com uma participação limitada de MacFarlane. Henry e Appel concebeu a série de animação como "um programa mais para a família, um programa mais doce" do que Family Guy. A primeira temporada é composta por 22 episódios e o programa foi confirmado pela Fox para uma segunda temporada, que consiste em 13 episódios. O anúncio foi feito em 3 de maio de 2009, antes da primeira temporada começar. Posteriormente, a série foi prorrogada para uma segunda temporada completa. Em 2010, Appel assinou um novo contrato de três anos e sete dígitos com a Fox para continuar sendo o showrunner de The Cleveland Show. O presidente da Fox, Gary Newman, comentou: "O que é especial sobre ele é a sua incrível capacidade de liderança." A série foca na história do personagem Cleveland Brown, de Family Guy, que é dublado por Henry, quando ele deixa a cidade de Quahog e se muda com seu filho para começar a sua própria aventura.

### Jogos
O Family Guy Video Game! é um jogo de ação de 2006 lançado pela 2K Games e desenvolvido pela High Voltage Software. O jogo recebeu críticas mistas, com média de 50% de opiniões favoráveis para a versão para PlayStation 2, 51% para a versão para PlayStation Portable e 53% para a versão para Xbox, de acordo com o agregador de avaliações Metacritic. O jogo recebeu elogios por seu humor, mas foi criticado por seu pouco tempo de duração e por ser "desinteressante". Em 2 de novembro de 2009, o jornalista do IGN Ryan Langley relatou a produção de um party game de Family Guy para Xbox 360, PlayStation 3 e Wii. Ele citou os perfis do LinkedIn do ex-desenvolvedor da HB Studios Chris Kolmatycki e do co-proprietário da Invisible Entertainment Ron Doucet, que indicavam que essas pessoas trabalhavam nesse jogo. MacFarlane gravou material exclusivo com a voz de Peter e outros personagens de Family Guy para uma máquina de pinball do programa de 2007 feita pela Stern Pinball. Também foi anunciado um jogo chamado Family Guy Online.

## Produtos
Até 2009, já havia seis livros publicados sobre o universo Family Guy pela HarperCollins desde 2005. O primeiro, Family Guy: Stewie's Guide to World Domination (ISBN 978-0-06-077321-2) de Steve Callahan, foi lançado em 26 de abril de 2005. Escrito no estilo de um romance gráfico, a trama mostra o desenvolvimento dos planos de Stewie para governar o mundo. Outros livros incluem Family Guy: It Takes a Village Idiot, and I Married One (ISBN 978-0-7528-7593-4), que cobre os eventos do episódio "It Takes a Village Idiot, and I Married One"; e Family Guy and Philosophy: A Cure for the Petarded (ISBN 978-1-4051-6316-3), uma coleção de 17 ensaios explorando as conexões entre a série e alguns filósofos históricos.
Family Guy tem sido bem sucedido comercialmente no mercado doméstico. O programa foi o primeiro a ser relançado por causa das altas vendas em DVD. O primeiro volume, que cobre as duas primeiras temporadas da série, vendeu 1,67 milhões de unidades, superando as vendas de TV DVD em 2003, enquanto o segundo volume vendeu mais de um milhão de unidades. Os volumes seis e sete estrearam em quinto lugar em vendas de DVD nos Estados Unidos; O volume sete foi o DVD de um programa de televisão mais vendido, vendendo 171 mil unidades até 21 de junho de 2009. Family Guy Presents Blue Harvest, o DVD com o episódio especial de Star Wars "Blue Harvest", foi lançado em 15 de janeiro de 2008 e estreou no topo das vendas de DVD dos Estados Unidos. O DVD foi o primeiro de Family Guy que incluía uma cópia digital para download para iPod. Em 2004, a primeira série de bonecos de brinquedo de Family Guy foi lançado pela Mezco Toyz. Cada membro da família Griffin teve seu próprio boneco, com a exceção de Stewie, de qual foram feitos dois bonecos diferentes. Ao longo de dois anos, mais de quatro série de modelos de brinquedos foram lançadas, com várias formas diferentes de Peter. Em 2008, o personagem de Peter apareceu em propagandas de restaurantes da rede americana Subway, promovendo um dos sanduíches vendidos pela companhia.